# O Touro
O Touro, également appelé Boi na floresta – en français Le Taureau ou Bœuf dans la forêt – est un tableau réalisé par la peintre brésilienne Tarsila do Amaral en 1928. Cette huile sur toile représente un taureau noir à longues cornes au milieu d'une forêt dont les troncs sont rendus à la manière de cylindres bleus. L'œuvre est conservée au musée d'Art moderne de Bahia, à Salvador.